# 산토 도밍고역
산토 도밍고 역(스페인어: Santo Domingo)은 마드리드 지하철 2호선의 역이다. 마드리드 센트로 구의 그란비아와 산토 도밍고 광장 사이의 산 베르나르도 거리 지하에 위치해 있다. 요금구역상으로는 A구역에 속한다.
역명은 역 부근에 있는 오페라하우스인 레알 극장에서 유래하였으며, 극장 외에도 오리엔테 광장이나 마드리드 왕궁 등 다른 유명 관광지로도 향할 수 있다.

## 역사
1925년 10월 21일 2호선의 솔 - 케베도 연장구간 개통과 함께 영업에 들어갔다.

## 환승 정보
역 주변에 시내버스 정류장이 세 곳 있으며, 이곳으로 다니는 주간노선은 여러 개에 달한다. 야간노선으로는 N16, N18, N19, N20, N21번 노선이 있다.
| 마드리드 지하철    | 마드리드 지하철       | 마드리드 지하철            |
| ------------------ | --------------------- | -------------------------- |
| 오페라 라스 로사스 | 마드리드 지하철 2호선 | 노비시아도 콰트로 카미노스 |